# Ouangani
Ouangani é uma comuna francesa no departamento ultramarino de Mayotte. Estende-se por uma área de 19.05 km², e possui 10.203 habitantes, segundo o censo de 2018, com uma densidade de 540 hab/km².